# Swerting
Swerting (proto-norreno *Swartingaz) è un re dei Geati nominato nel Beowulf. Era il nonno di Hreðel, nonno a sua volta del protagonista del poema, Beowulf. Il suo predecessore è sconosciuto (forse Ungvin) e il suo successore fu Hreðel.

## La tradizione scandinava
Uno Swerting compare anche nella tradizione scandinava come uccisore di un re danese chiamato Fróði, che corrisponde all'Heaðobard Froda del Beowulf.

### LaSaga degli Skjöldungare ilBjarkarímur
La Saga degli Skjöldungar e il Bjarkarímur riportano che il re di Svezia Jörundr fu sconfitto dal re di Danimarca Fróði, che lo rese suo tributario e si prese sua figlia; ella ebbe da lui un figlio, Halfdan, ma un'altra donna divenne la legittima moglie di Fróði ed anch'ella ebbe da lui un figlio, Ingjaldr (Ingeld). Insieme ad uno dei suoi jarl, Swerting, Jörundr cospirò contro Fróði e lo uccise in un blót.

### LeGesta Danorum
Una seconda versione è contenuta nelle Gesta Danorum; essa concerne le avventure di Starkaðr ed è basata sul fatto che il vecchio guerriero riaccese il conflitto tra gli Heaðobard e i Danesi. Il re danese Frotho IV (Froda) fu ucciso con un tranello da un sassone chiamato Swertingus (cioè Swerting), ma il figlio di Frotho, Ingellus (Ingeld), viveva in modo dissoluto e non si curò di vendicare il padre, sposando addirittura una delle figlie di Swertingus; questo fece infuriare Starkaðr a tal punto che egli si trasferì alla corte del re svedese Haldanus (Halfdán). Poiché Ingellus continuava la sua vita peccaminosa senza curarsi di vendicare il padre, Starkaðr comparve ad un banchetto a cui partecipavano sia Ingellus che i figli di Swertingus; Starkaðr rimproverò aspramente Ingellus e umiliò la regina che aveva tentato di calmare Starkaðr con gentilezza e un dono costoso. Starkaðr riuscì a convincere Ingellus ad uccidere i figli di Swertingus e a divorziare dalla sua moglie sassone.